# Wat (architecture)
Pour les articles homonymes, voir Wat et Vat.
 (octobre 2024).

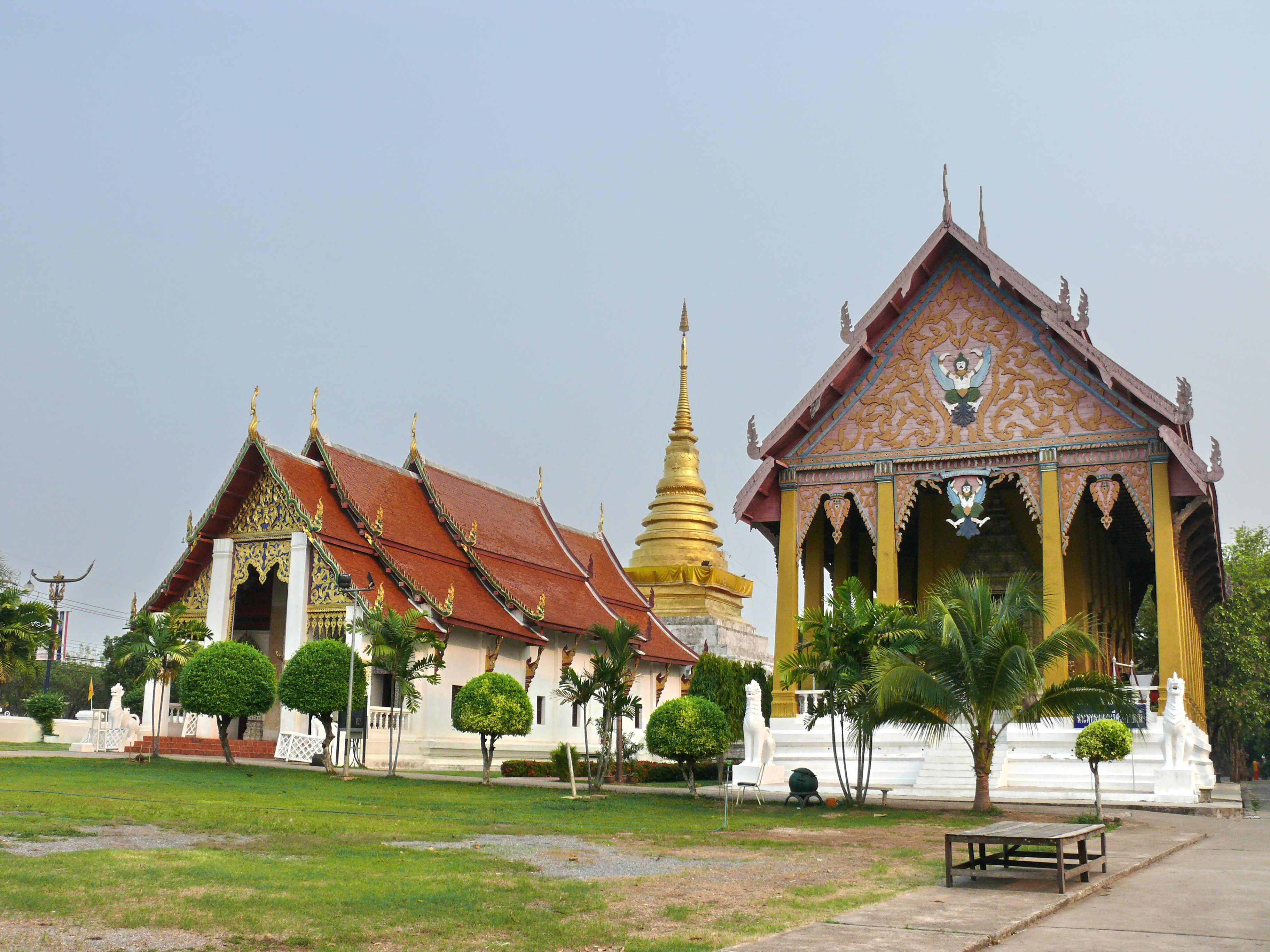
De gauche à droite, Viharn, Chedi et Haw Trai du Wat Phra That Chang Kham, Nan.

Un wat (en khmer : វត្ត, vôtt, /ʋɔət/ ; en lao : ວັດ, vat, /wāt/ ; en thaï : วัด, RTGS : wat, /wát/ ; en taï lü : 「ᩅᨯ᩠ᨰ」 ; en thaï du Nord : 「ᩅ᩠ᨯ᩶, wa̋t) est un bâtiment qui est à la fois un temple et un monastère bouddhiques, au Cambodge, au Laos et en Thaïlande. Ce nom vient du pali avasa et du sanskrit avasatha. Littéralement, wat signifie « école ». Mais à proprement parler, un wat est un monastère et une école bouddhiques, avec des moines bouddhistes qui y résident. Donc, en toute rigueur, un site bouddhique sans moines résidents ne peut pas être appelé wat, même si le terme est fréquemment employé de manière plus vague, y compris pour désigner des ruines de temples antiques.
En outre, en Thaïlande, dans la langue quotidienne, wat désigne n'importe quel lieu de culte, à l'exception d'une mosquée ou d'une synagogue. Ainsi, un wat chin (en thaï : วัดจีน) est un temple chinois (bouddhiste ou taoïste), un wat khaek (thaï : วัดแขก) un temple hindou et un wat khrit (en thaï : วัดคริสต์) ou wat farang (วัดฝรั่ง) une église chrétienne.

## Construction
Jusqu'au XVIIe siècle, c'étaient essentiellement les bâtiments religieux (temples hindous, temples bouddhistes...) qui étaient construits en matériaux non périssables (pierre, latérite, briques recouvertes de stuc...). Les bâtiments civils (palais, maisons...) étaient, eux, construits en matériaux périssables (bois...). Les bâtiments religieux antérieurs à l'an 1000 sont généralement en ruines ou restaurés.

## Organisation et structure
Un wat est un monastère bouddhiste et un sanctuaire sacré dans lequel les moines exercent leurs fonctions religieuses. Il en existe de deux sortes : les wat royaux, construits sur ordre du roi ou sous son patronage, et les wats ordinaires, construits grâce aux dons de la population. Un wat est constitué de deux parties : l'une appelée Bouddhawat (sanctuaire du Bouddha ; thaï : พุทธาวาส) et l'autre appelée Sanghawat (sanctuaire des moines ; thaï : สังฆวาส).
Traditionnellement le cœur du temple bouddhiste, à l'époque de Sukhothaï comme à l'époque d'Ayutthaya (du XIIIe siècle au XVIIIe siècle), est orienté sur un axe est-ouest : c'est un haut stupa (chedi principal, c'est-à-dire un reliquaire) à l'ouest, associé à un wihan principal (salle d'assemblée des religieux et des laïcs) à l'est ; ce peut être aussi un prang associé à un wihan principal. L'ubosot (bot ; hall d'ordination, salle d'assemblée réservée uniquement aux religieux, c'est-à-dire aux moines et aux novices) ressemble à un wihan, mais en plus petit, caractérisé par ses bornes sacrés; il est placé généralement en position très excentrée.
Depuis la fondation de Bangkok en 1782 avec les souverains de la nouvelle dynastie Chakri et jusqu'à nos jours, le cœur du temple bouddhiste s'est déplacé sur l'ubosoth (bot ; hall d'ordination des moines) et sa statue du Bouddha.

### Structures

#### Bâtiments principaux
Un wat ordinaire comprend les trois types de bâtiments principaux suivants :
- Un chedi ou stupa (thaï : เจดีย์, du sanskrit chaitya  - temple) : le reliquaire habituellement conique ou en forme de cloche, contenant parfois des reliques de Bouddha ou de rois et de vénérables bonzes (cendres, os, dent...). Ce qui est important, c'est non la construction du stupa mais la conservation en son sein de reliques corporelles (sarira-dhatu) du Bouddha ou d'importants personnages. Ce reliquaire est souvent à l'origine de la construction du wat ;
- Un wihan (thaï : วิหาร, écrit parfois vihan ou viharn, du sanskrit  vihāra) : une salle d'assemblée pour les laïcs et les religieux. C'est un lieu de réunion, de prière et de sermon. C'est un bâtiment rectangulaire en brique ou en latérite stuquée et de nos jours en béton, divisé en nefs par des piliers et couvert par une charpente et un toit de tuiles très pentu décoré à ses extrémités de Chofa (ornement symbolisant le Garuda)[2]. En face de l'entrée se trouve, au centre ou fond de l'édifice, une grande statue du Bouddha, assis sur un piédestal. Les fenêtres, quand elles existent, sont petites. Les murs sont souvent décorés de fresques retraçant la vie de Bouddha (Jataka) ou d'épisode du Ramakien. Les croyants font des offrandes de fleurs et d'encens. Dans un temple bouddhiste, il y a le wihan principal associé au chedi principal et souvent de nombreux autres wihans secondaires plus petits associés à des chedis secondaires ;
- Un bot (thaï : โบสถ์) ou ubosot (thaï : อุโบสถ, du pâli uposatha) : une salle d'assemblée réservée uniquement aux religieux, c'est-à-dire aux bonzes et aux novices et souvent interdite aux femmes. C'est le lieu de prière qui a tendance à être le plus sacré de nos jours, également appelé « salle d’ordination » car c’est là que les novices, futurs bonzes, prononcent leurs vœux. Architecturalement, il ressemble à un wihan en plus petit. C'est un bâtiment rectangulaire généralement en brique stuquée, recouvert d'une charpente en bois et d'un toit de tuiles très pentu, parfois à plusieurs pans superposés. Les fenêtres, quand elles existent, sont petites. Les panneaux des portes et des fenêtres sont souvent décorés de peintures, de laque ou d'incrustations de nacre. En face de l'entrée se trouve une grande statue du Bouddha, assis sur un piédestal. Le bot est entouré de huit pierres angulaires, les stèles Sima ou Bai sema, souvent décorées d'une roue de la loi (dharmacakra) et destinées à détourner les forces du mal. Une neuvième stèle Sima est enterrée sous le bot[3]. Dans un temple bouddhiste, il n'y a qu'un seul bot / ubosot.

#### Bâtiments secondaires
Un wat est aussi constitué, selon sa taille et son importance, des bâtiments annexes secondaires suivants :
- Mondop (thaï : มณฑป, du sanskrit manḍapa) : habituellement un bâtiment cubique en brique ou latérite ouvert sur les côtés, recouvert de quatre voûtes et d'un toit pyramidal, utilisé pour abriter les textes ou les objets sacrés (statue ou pied du Bouddha Buddhapada) ;
- Sala (thaï : ศาลา, du sanskrit shāla - école) : structure légère essentiellement en bois consistant en une toiture reposant sur des piliers, cernée d'un muretin et pourvue de banquettes ; pavillon pour le repos et des activités diverses où l'on se retrouve pour des rencontres informelles ;
- Sala kanprian (Thai: ศาลาการเปรียญ) : pavillon, salle de réunion à l'usage des laïcs ;
- Ho trai (thaï : หอไตร) : bibliothèque où les écrits bouddhistes sont conservés[4]. La bibliothèque ho traï est souvent au milieu d'une pièce d'eau ou perchée sur une plate-forme afin de protéger les manuscrits des rongeurs ; Ce bâtiment est caractérisé par ses fenêtres à claustra d'inspiration khmère qui ne laissent filtrer qu'une lumière diffuse, protégeant ainsi manuscrits et décors peints ou bien par des fenêtres en arc brisé trilobé.
- Ho klong (thaï : หอกลอง) : tour du tambour ;
- Ho rakhang (thaï : หอระฆัง) : tour de la cloche ;
- Crématorium : les crémations ont lieu dans une bâtisse en forme de tour. C'est l'une des principales sources de revenus des temples bouddhistes ;
- et dans les cours pousse souvent un arbre de la Bodhi.

Les moines vivaient à l'origine dans le wihan. Leurs habitations, y compris leurs cellules construites à l'origine en bois et sur pilotis, les kuti (thaï : กุฏิ), sont aujourd'hui séparées des bâtiments sacrés.

Wats de la ville de Nan
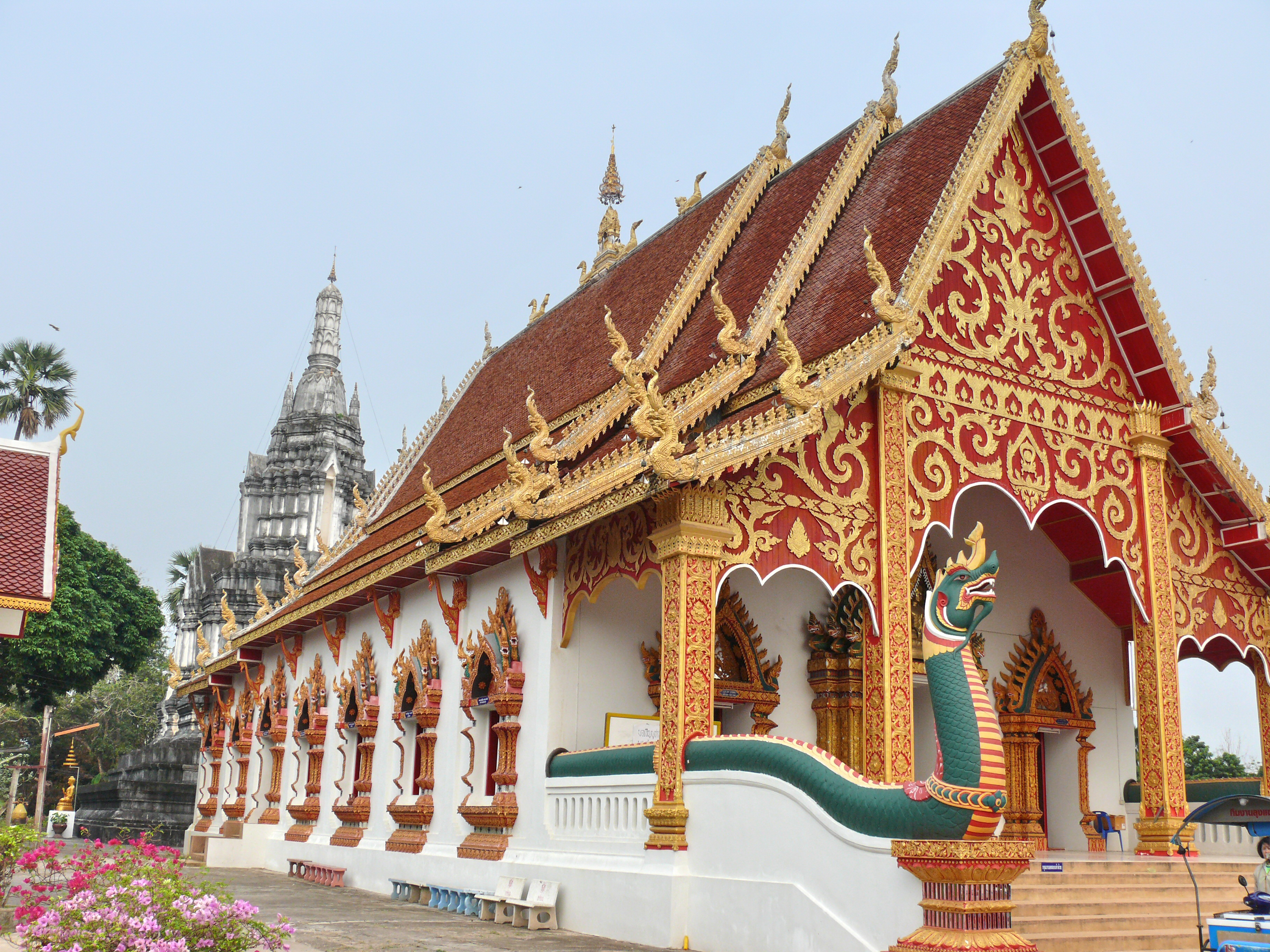
De gauche à droite, en arrière-plan Chedi et en premier plan Bot du Wat Suan Tan.
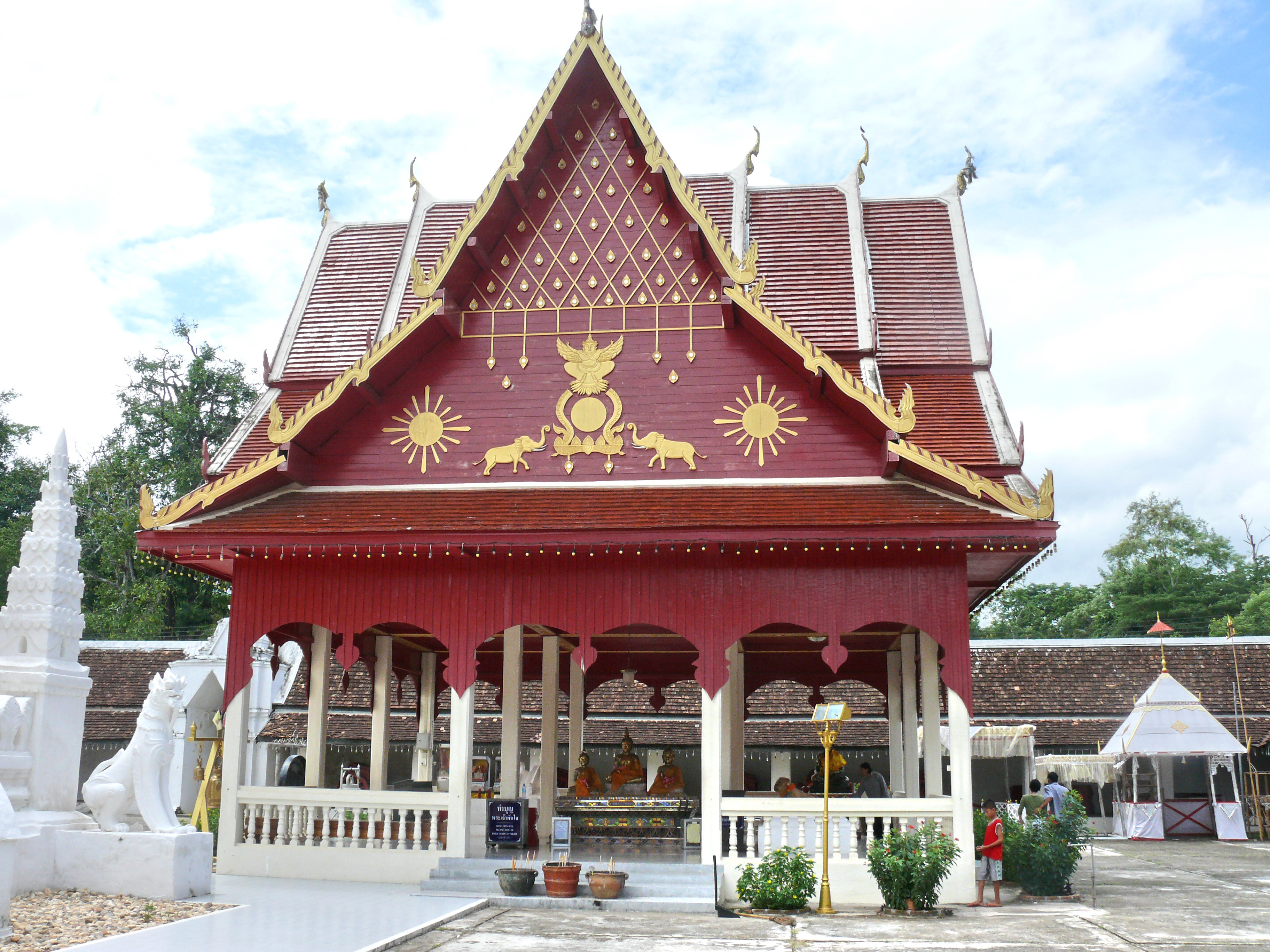
Mondop, Wat Phra That Chae Haeng.
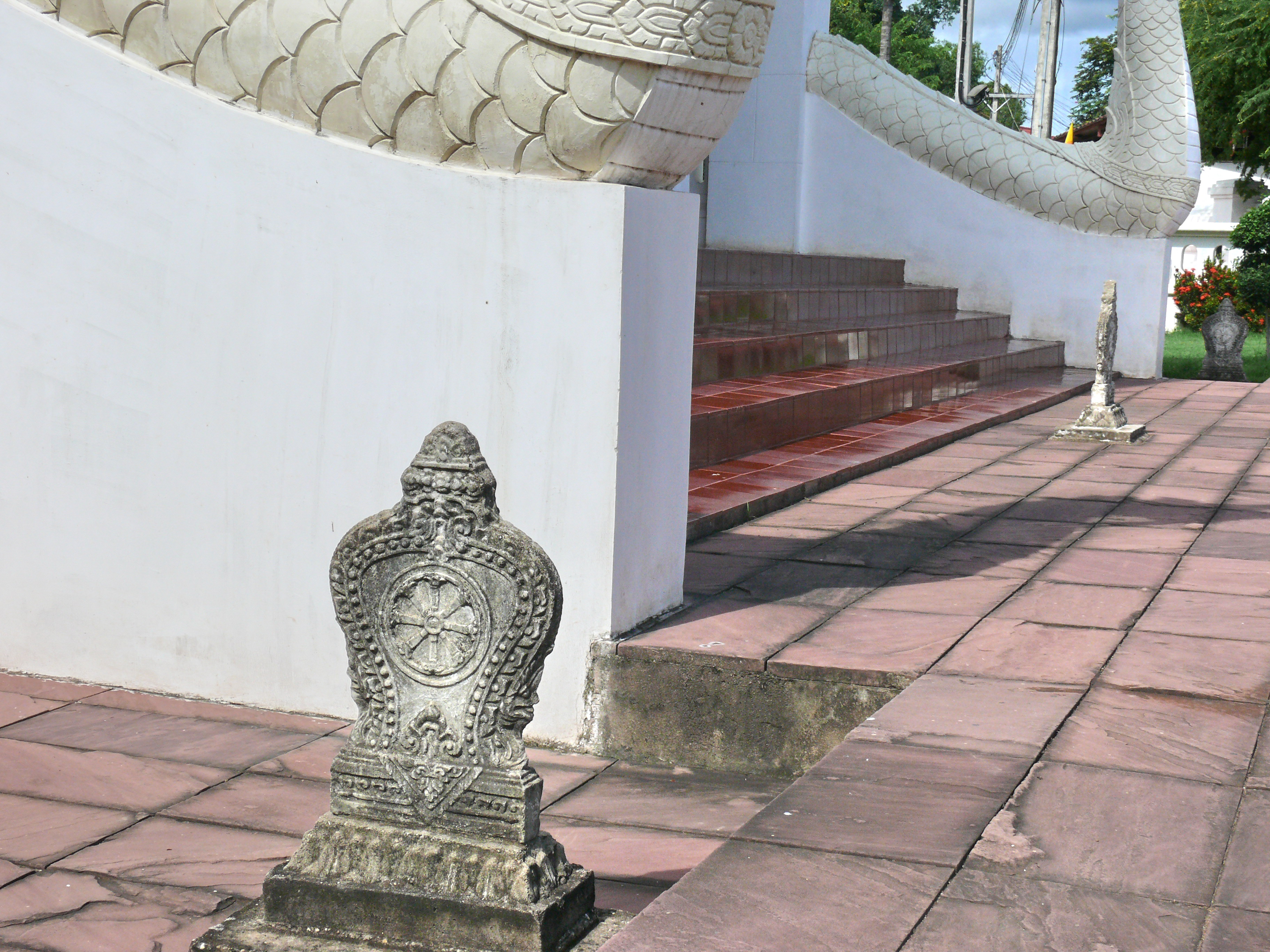
Trois des huit stèles Sima (bornes rituelles bai sema) à l'entrée du Bôt du Wat Hua Khuang.

## Exemples célèbres

### Laos
- Luang Prabang :
  - Vat Xieng Thong
- Vientiane :
  - Pha That Luang
  - Vat Phra Kèo
  - Vat Simuong
  - Vat Sisakhet

### Thaïlande

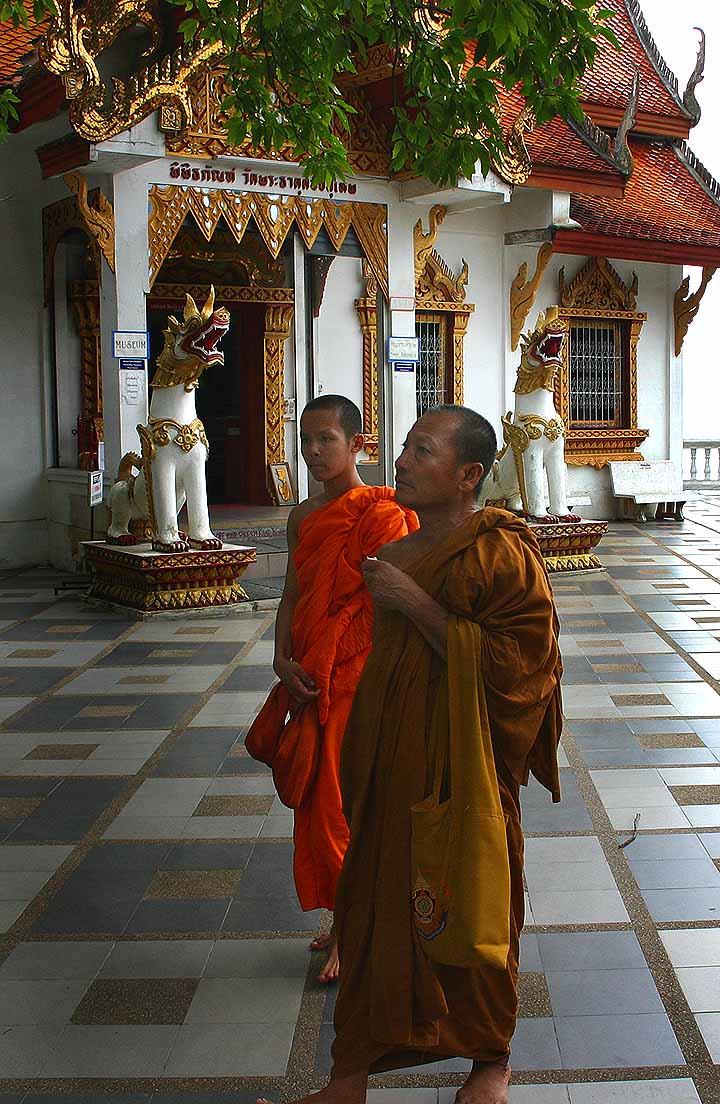
Bonzes au Wat Phrathat Doi Suthep, près de Chiang Mai.

La Thaïlande compte 40 000 temples bouddhistes (wat) selon le Bureau national du Bouddhisme, soit autant que la France compte d'églises. A Bangkok, il n'y a que 400 wats, soit 1% du total.

En revanche, il y a 300 000 bonzes en Thaïlande et seulement 15 000 prêtres catholiques en France.
- Bangkok :
  - Wat Arun
  - Wat Benchama Bophit
  - Wat Bowonniwet Vihara
  - Wat Hua Lamphong
  - Wat Intharawihan
  - Wat Phra Kaeo
  - Wat Ratchanatdaram
  - Wat Suthat
- Chachoengsao
  - Wat Sothonwararam
- Chiang Mai :
  - Wat Chiang Yuen
  - Wat Doi Mae Pang
  - Wat Lok Moli
  - Wat Phrathat Doi Suthep
- Chiang Rai
  - Wat Phra Kaeo
- Lampang
  - Wat Chedi Sao
- Lopburi :
  - Wat Phra Sri Ratana Mahathat
- Nakhon Pathom :
  - Phra Pathom Chedi
- Nan :
  - Wat Phumin
- Phitsanulok
  - Wat Aranyik
- Sena, province d'Ayutthaya
  - Wat Bang Nom Kho
- Samut Songkhram :
  - Wat Bang Kung

### Cambodge
- Wat Phnom (khmer : វត្តភ្នំ)
- Vat Nokor (khmer : វត្តនគរ)
- Vat Banon (khmer : វត្តនបានន្ទ)
- Wat Preah Keo Morakot
- Wat Athvea (en)
- Wat Bakan (en) (khmer : វត្តបាកាន)
- Wat Botum Vatey Reachavararam (khmer : វត្តបុទមវតីរាជវររាម)
- Wat Ounalom
- Wat Saravan
- Wat Vihear Sour
- Wat Indreathipaditheaream
- Wat Sophanaram
- Wat Munirathanaram
- Wat Munisovan
- Wat Langka Preah Kossamaram

### En Europe

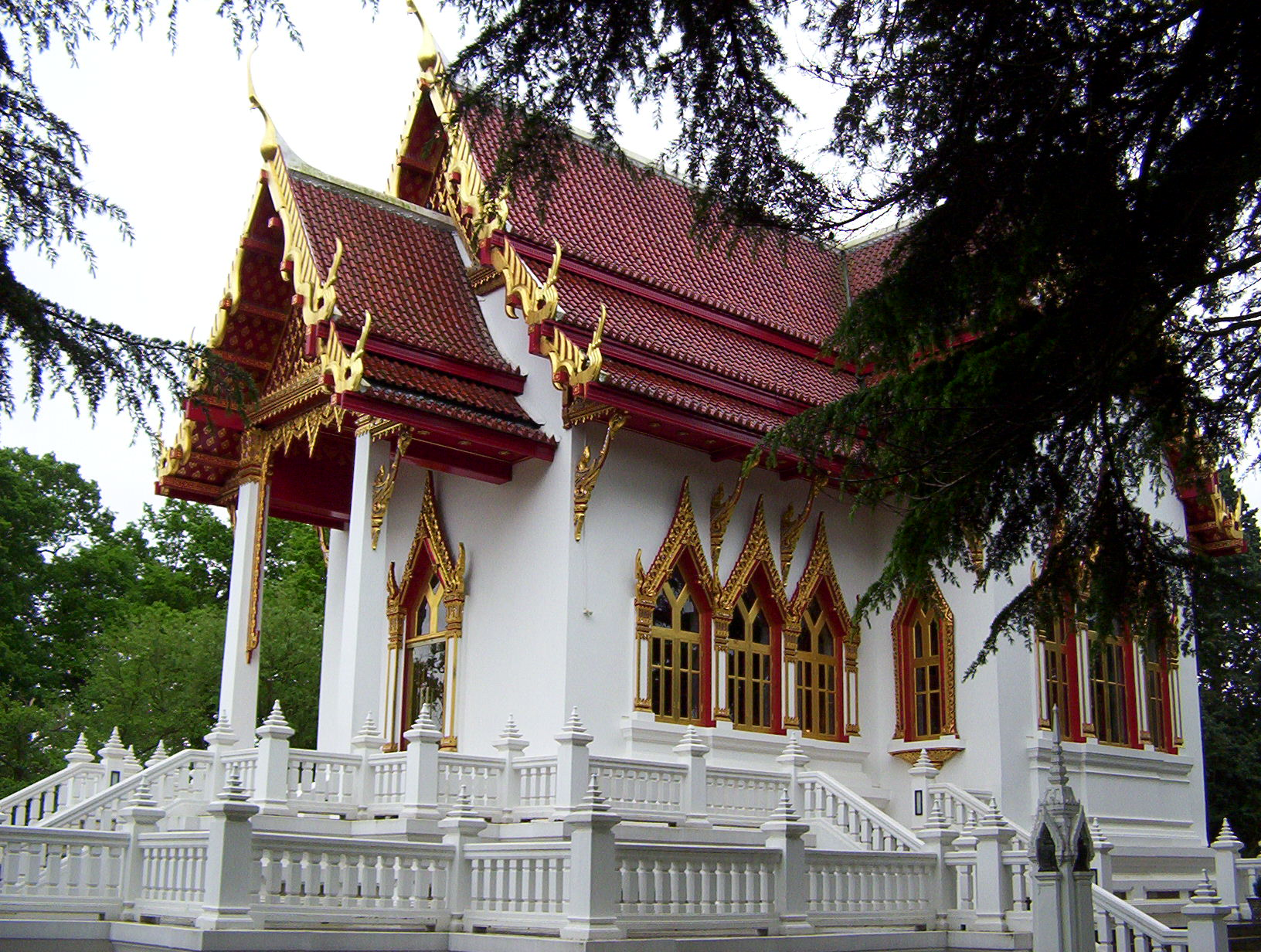
Le temple Wat Buddhapadipa, à Wimbledon, Londres.

Le premier temple de ce type construit en Grande-Bretagne, le temple Wat Buddhapadipa, est situé à Wimbledon (Londres). Il a été édifié en 1976.
- Salford, Grand Manchester, Royaume-Uni
  - Wat Charoenbhavana
- Wimbledon, Londres, Royaume-Uni
  - Temple Wat Buddhapadipa